# HD 106906
HD 106906 (HIP 59960) ist ein 300 Lichtjahre von der Erde entfernter und nur etwa 13 Millionen Jahre alter Doppelstern. Das binäre System besteht aus zwei Sternen des Spektraltyps F5V, die die Hauptreihe noch nicht erreicht haben. Die kombinierte Magnitude liegt bei 7,80.  Die beiden Sterne haben eine vergleichbare Masse, zusammen etwa die 1,5-fache Sonnenmasse. Ihre Umlaufszeit beträgt weniger als 100 Tage. Der Doppelstern gehört zur Lower-Centaurus-Crux (LCC)-Gruppe, einem Teil der Scorpius-Centaurus-Assoziation und wurde ab dem Jahr 2005 am Magellan-Teleskop am Las-Campanas-Observatorium in Chile beobachtet, nachdem in frühen Beobachtungen des Spitzer-Weltraumteleskops ein Infrarotexzess gefunden wurde.

## Protoplanetare Scheibe und Exoplanet

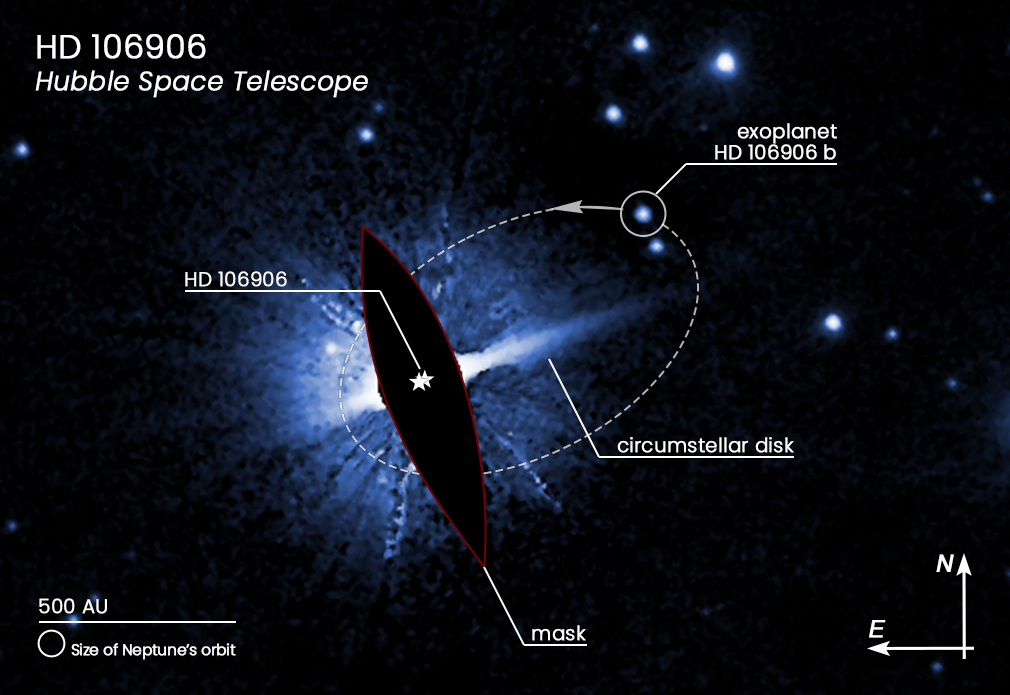
Eine mögliche Umlaufbahn des Exoplaneten

HD 106906 besitzt eine protoplanetare Scheibe und einen etwa 11 Jupitermassen schweren Exoplaneten HD 106906 b. Die leuchtstarke und massive protoplanetare Scheibe befindet sich zwischen 15 AU und 120 AU entfernt. Ihre Infrarotemission ist konsistent mit einer homogenen Temperatur von etwa 95 K. Der Planet befindet sich in einer Entfernung von 650 AU (bzw. etwa 97 Milliarden Kilometer). Basierend auf des Planeten Infrarotspektrum und Planetenbildungsmodellen wird die Oberflächentemperatur des Begleiters auf 1800 K geschätzt. Er erstrahlt dabei mit 0,02 % der Leuchtstärke der Sonne als Spektraltyp L2.5±1.
Der Planet findet sich so weit von seinen Muttersternen entfernt, dass es nach gängigen Planetenbildungsmodellen nicht genug Material für seine Entstehung an diesem Ort hat geben können. Für ein Dreifachsternsystem ist das Massenverhältnis des Planeten zu seinem Mutterstern (<1 %) „ungewöhnlich“ klein und somit ist es unklar, wie sich HD 106906 b in nur 13 Millionen Jahren hat bilden können. Der Planet ist Teil einer immer größer werdenden Sammlung von Exoplaneten, die weit von ihrem Mutterstern entfernt sind und deren Bildung nicht gut verstanden ist. Eine im Dezember 2020 veröffentlichte Arbeit sieht gemäß den dort beschriebenen genaueren Messungen seiner Umlaufbahndaten eine Parallele zum hypothetischen Planet Neun des Sonnensystems.

## Gallifrey
Der Exoplanet war das Ziel einer Petition an die International Astronomical Union (IAU), ihn in Gallifrey umzubenennen. Gallifrey ist die Heimatwelt des Doktors in der britischen Sci-Fi-Serie Doctor Who. Die Petition wurde mit über 139.000 Unterschriften eingereicht. Im Januar 2014 entschied die IAU, den Planeten nicht in Gallifrey umzubenennen.